# Коммунистическая партия Армении
Коммунистическая партия Армении (КПА) (арм. Հայաստանի կոմունիստական կուսակցության) — армянская политическая партия, считающая себя правопреемницей Коммунистической партии Армении в составе КПСС, которая была основана в 1920 году, и находилась у власти на протяжении всего советского периода, будучи единственной партией в Армянской ССР (до 1991 года). Является основной коммунистической партией в Армении, в 2006 году насчитывала 18 000 членов (в основном пожилых). Издает газеты «Айастани Комунист» и «Правда Армении».

## Деятельность
В январе 1920 года образована как Коммунистическая партия (большевиков) Армении.
13 октября 1952 года переименована в Коммунистическую партию Армении.
7 сентября 1991 года на XXX съезде Компартии Армении было принято решение о самороспуске партии. Однако, в дальнейшем партия была восстановлена.
После 1991 года Коммунистическая партия Армении в современной Армении входила в состав  Национального собрания Армении 1-го и 2-го созывов.
- 1 созыв 1995 года — партия получила 15 % голосов (6 депутатских мандатов).
- 2 созыв 1999 года — партия получила 12,09 % голосов (9 депутатских мандатов).
- На парламентских выборах 3-го (2003), 4-го (2007), 5-го (2012) созывов партия не прошла в состав Национального собрания Армении.

### Первый секретарь ЦК
См. также Первые секретари ЦК КП Армении
1991—1999 годах Бадалян, Сергей Григорьевич, депутат парламента
2000—2003 Дарбинян, Владимир Саркисович, депутат парламента
2003—2014 Товмасян, Рубен Григорьевич.
29 ноября 2013 года на пресс-конференции был представлен исполняющий обязанности Первого секретаря ЦК Компартии Армении — первый секретарь Ереванского горкома партии Тачат Саркисян. 23 февраля 2014 года внеочередной пленум утвердил Тачата Саркисяна первым секретарём центрального комитета партии.

## Известные деятели партии
- Бадалян, Сергей Григорьевич (первый секретарь ЦК КПА в 1991—1999 годах, депутат парламента)
- Тадевосян, Гагик Агасиевич (депутат парламента в 1999—2003 годах)
- Саркисян, Хорен Трчунович (депутат парламента в 1999—2003 годах)
- Агаронян, Роберт Эдуардович (первый секретарь ЦК ЛКСМ Армении в 1996—1999 годах, пресс секретарь ЦК КПА, член Политбюро ЦК КПА в 1993—1999 годах)
- Дарбинян, Владимир Саркисович (депутат парламента в 1999—2003 годах)
- Акопян, Леонид Самсонович
- Манукян, Юрий Авакович (депутат парламента в 1999—2003 годах, депутат  ПАСЕ, вице-мэр города Гюмри)
- Харатян, Фрунзе Арменакович (депутат парламента в 1999—2003 годах)
- Бошнагян, Перч Сергеевич (депутат парламента в 1999—2003 годах)
- Петросян, Норик Хачикович (депутат парламента в 1999—2003 годах)
- Манукян, Гагик Геворгович (депута парламента в 1999—2003 годах)
- Шавердян, Даниэл Александрович один из создателей партии